# José Tartiere

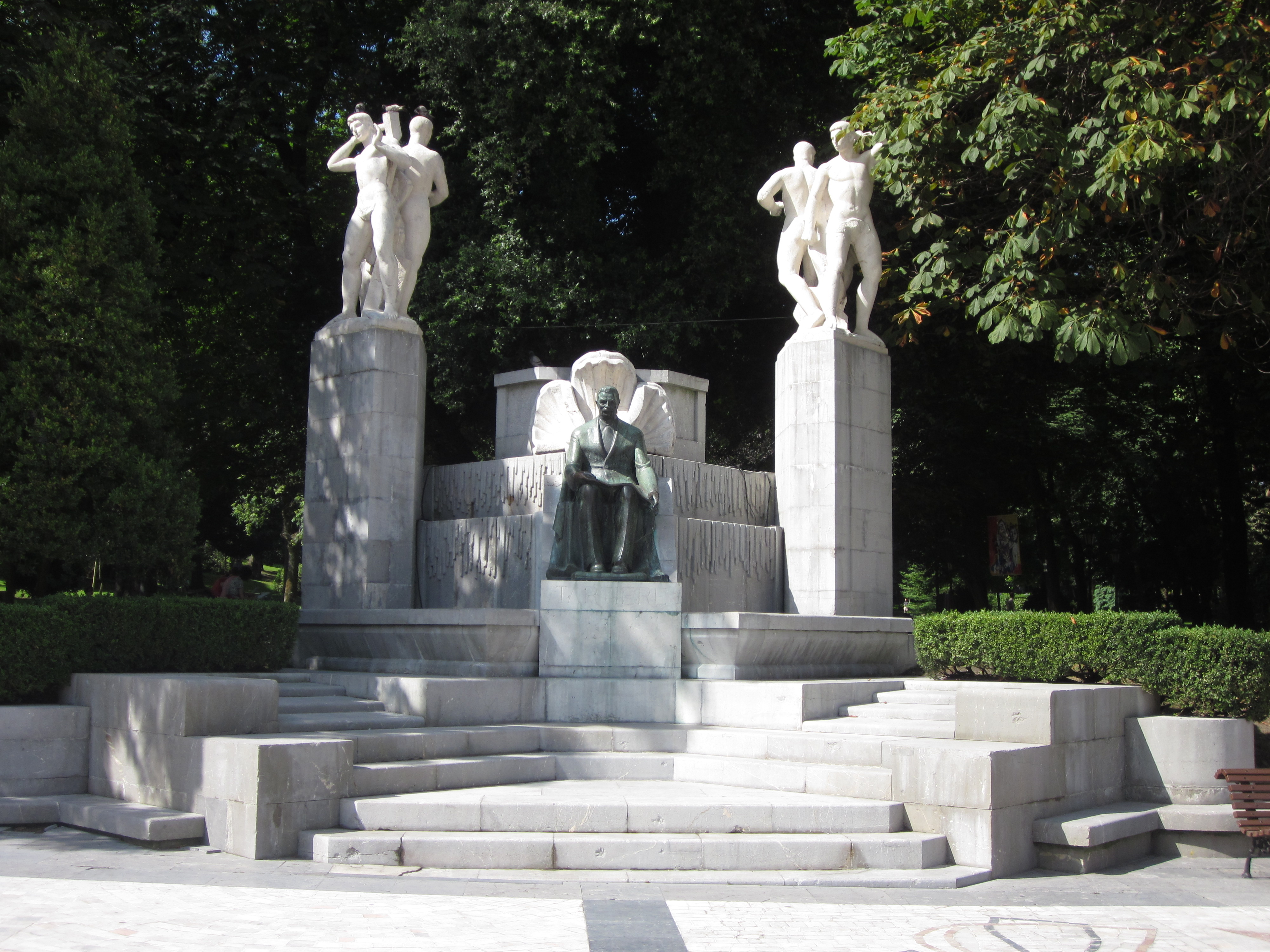
Monumento a José Tartiere y Lenegre en el Campo de San Francisco de Oviedo.

José Tartiere y Lenegre (Bilbao, 21 de noviembre de 1848-Lugones, 18 de abril de 1927), I conde de Santa Bárbara de Lugones, fue un ingeniero industrial español.

## Biografía
Su familia era de ascendencia francesa y el ambiente, tanto familiar como de la época en la que creció, era eminentemente de desarrollo industrial, lo cual hizo que José Tartiere viera en la industria y en el desarrollo de su modernización una razón de ser.
Obtuvo, el título de ingeniero industrial con el número uno de su promoción en la Escuela de Barcelona.
Se trasladó, en 1875, a Asturias, ya que tenía intención de encontrar una fórmula para conseguir dinamita para usar en las numerosas minas de carbón de la zona. Pero como en España hasta 1877 la dinamita sólo podía ser comercializada por el Grupo Nobel, tuvo que abandonar la idea.
Se casó con María de los Dolores de las Alas-Pumariño y Troncoso de Sotomayor, hermana de Nicanor de las Alas-Pumariño y Troncoso de Sotomayor y de Armando de las Alas-Pumariño y Troncoso de Sotomayor (Nacido el 24 de febrero de 1861 (domingo) - Avilés, Asturias, España - Fallecido el 13 de febrero de 1928 (lunes) - Madrid, España, a la edad de 66 años), casado con María de la Caridad del Cobre González-Muñoz y López del Castillo, hija de Andrés González Muñoz y de su esposa María de los Dolores López del Castillo y Colás, y hija de Ramón de las Alas-Pumariño y Solís y de su esposa María de la Concepción Troncoso de Sotomayor y Suárez, ya viuda de Tomás Botas Alonso, de quien tuvo un hijo Tomás Botas y de las Alas-Pumariño (Oviedo, 1887 -), casado con María de Covadonga García-Barbón y Fernández-Hevia. Fueron padres de José Tartiere y de las Alas-Pumariño, II Conde de Santa Bárbara de Lugones, y de Carlos Tartiere y de las Alas-Pumariño, también empresario y conocido por ser el fundador y primer presidente del Real Oviedo.
Pese a ello y a imitación de otros empresarios emprendedores como Antonio Thiry, quien fundó “La Manjoya”, dedicada a la preparación de la dinamita, ácido nítrico y ácido sulfúrico, entre otros materiales químicos, Tartiere llevó a cabo la fundación de la sociedad anónima “Santa Bárbara” en 1880, pese a que no comenzó a funcionar hasta 1883, produciendo pólvora para diversas armas, como las empleadas en la caza, o la munición de las armas utilizadas por los españoles en la última guerra de Cuba, en la cual además participó con el ejército español.
Tras su participación en el conflicto bélico, entró a formar parte de la Unión Española de Explosivos, que trataba de unificar todas las empresas del sector para intentar evitar la competencia entre ellas.  Tras quince años de trabajos en la Sociedad Anónima Santa Bárbara, José Tartiere, junto con Policarpo Herrero y Hemógenes González Oliveros, entre otros inversores,  inicia un nuevo proyecto industrial que se llamó “Sociedad Industrial Asturiana Santa Bárbara”, en cuyos estatutos se establecía como objetivo social la adquisición y explotación de ferrocarriles y minas, el establecimiento o compra de fábricas y talleres, adquirir obligaciones o acciones de bancos y sociedades, y asociarse con otras empresas.
Abrió el abanico de sus intereses, participando en otras sociedades y ocupándose del abastecimiento de agua, electricidad y de producción de gas, para poder abarcar estos otros ámbitos dio lugar a la “Sociedad Popular Ovetense”, en el año 1898. Trató de ayudar al desarrollo de sus empresas con la fundación de una entidad bancaria en 1899, Banco Asturiano de Industria y Comercio en Oviedo, contando con la ayuda de sus colaboradores habituales.
Como parte de su trabajo en el abastecimiento de agua, en 1912 se le encargó realizar las obras pertinentes para el aprovechamiento de las aguas de los lagos de Somiedo para la obtención de energía eléctrica, para lo que contó con la ayuda de otras sociedades como la Sociedad Popular Ovetense y la Compañía Popular de Gas y Electricidad de Gijón, con las que formó en 1920 una nueva sociedad anónima, la llamada “Hidroeléctrica del Cantábrico-Saltos de Agua de Somiedo”.
José Tartiere diversificó todavía más su campo de acción, acercándose incluso al mundo de la prensa, fundando en 1923 fundó el periódico La Voz de Asturias.
José Tartiere recibió reconocimiento de su labor como gran empresario y emprendedor tanto por parte del gobierno español, en 1921 el rey Alfonso XIII le concedió el título de I conde de Santa Bárbara de Lugones, como por parte del gobierno de Francia, el cual, tres años después de su fallecimiento le concedió la Legión de Honor. También tras su muerte, en 1927, el gobierno asturiano decidió erigir un monumento en su honor que se descubrió seis años después del mismo.
En 1933 el Ayuntamiento de Oviedo inauguró otro monumento en honor de José Tartiere Lenegre, obra de Víctor Hevia y Manuel Álvarez Laviada, sito en el Paseo de los Álamos del Campo de San Francisco de la ciudad de Oviedo.